# Constantin Regamey
Pour les articles homonymes, voir Regamey.
Œuvres principales
Musique
- Fünf Etüden für Frauenstimme und Orchester = Cinq études pour voix de femme et orchestre = Five études for soprano and orchestra (1959)
- Cinq poèmes de Jean Tardieu pour chœur mixte de solistes (1965)
- Autographe pour orchestre (1967)
- 4 x 5, Concerto pour quatre quintettes (1971)
- Sonatine pour flûte et pianoforte (1979)
- Quintette pour clarinette, basson, violon, violoncelle et piano (1984)
- Études pour voix de femme et piano (1984)
- Chansons persanes pour baryton et orchestre (1994)
- Lila, double concerto pour violon, violoncelle et orchestra (1994)

Bouddhologie
- Philosophy in the Samādhirājasūtra: three chapters from the Samādhirājasūtra (1938)
- Buddhistische Philosophie (1950)
- The meaning and significance of spirituality in Europe and in India (1960-1961)
- Le pseudo-hapax « ratikara » et la lampe qui rit dans le « Sutra des ogresses » bouddhique (1965)

Constantin Regamey, né le 28 janvier 1907 à Kiev, en Ukraine, et mort le 27 décembre 1982 à Lausanne, Suisse, est un musicien suisse d'ascendance vaudoise et polonaise, à la fois compositeur, pianiste et critique musical ainsi qu'écrivain, philologue, bouddhologue et orientaliste. Il enseigna aux universités de Varsovie, Fribourg et Lausanne.
Nicole Loutan-Charbon, dans le livre qu'elle consacra à Constantin Regamey, le définit ainsi : « C. Regamey, véritable homme de la Renaissance vivant au XXe siècle, en qui s’unissent avec un rare bonheur les qualités d’un musicien, d’un érudit et d’un poète. »

## Biographie
Constantin Regamey était le fils de Konstanty Kazimierz Regamey, pianiste, compositeur et pédagogue, de nationalité suisse (l'arrière-grand-père de C. Regamey, citoyen suisse, avait émigré de Lausanne à Vilno, en Pologne, puis à Kiev, en Ukraine) ; sa mère, Lydia Slavitsch, était pianiste. Les parents dirigeaient une école de musique à Kiev, le jeune Constantin Regamey étudia la musique avec ses parents, le piano avec sa mère dès l'âge de cinq ans.

### Varsovie
Le père de Constantin Regamey avait gardé la nationalité suisse, mais l'abandonna lors de la Révolution d'Octobre. Lorsque Constantin Regamey eut 15 ans, il obtint son passeport suisse à Varsovie (où il vivait avec sa mère, ses parents ayant divorcé). Dès 1920, Constantin Regamey étudia le piano et la théories,,. Le cercle de ses amis comportait Karol Szymanowski, Jarosław Iwaszkiewicz, Boleslas Miciński, Konstanty entre autres.
Malgré son activité professionnelle scientifique — en 1936, Constantin Regamey avait été nommé chargé de cours de philologie indienne à l'Université de Varsovie —, il participa à la vie musicale de la Pologne comme critique et musicographe, spécialisé dans les problèmes de la musique contemporaine. De 1937 à 1939, il fut rédacteur en chef de la revue Muzyka Polska,,.

### Les années de guerre
En 1939, quand la Seconde Guerre mondiale éclate, et bien qu'il fût libre de quitter le pays, Regamey resta en Pologne. Il participa à l'organisation de la Société internationale pour la musique contemporaine à Varsovie et à Cracovie, gagnant sa vie dans les cafés, où il jouait du piano aux côtés de Witold Lutosławski (en tant que citoyen suisse, Regamey n'avait pas été inquiété par la Gestapo),,. Dès 1942, pendant l'occupation allemande, il entra dans la résistance sous le pseudonyme Czesław Drogowski, participa aux activités de l'armée clandestine polonaise nationale et cacha des partisans.
Pendant ces années d'inactivité forcée, Constantin Regamey avait étudié la composition en autodidacte. Il écrivit aussi son Quintette pour clarinette, basson, violon, violoncelle et piano, sur des thèmes de Kazimierz Sikorski, entre 1942 à 1944.
Après l'Insurrection de Varsovie, du 1er août au 2 octobre 1944 (soulèvement armé contre l'occupant allemand par la résistance polonaise), la mère de Constantin Regamey fut déportée au camp de concentration du Stutthoff, près de Dantzig ; elle échappa à la mort grâce au passeport suisse de son fils,,. La même année, Regamey, sa femme et sa mère furent remis aux « forces de paix » en tant que citoyens suisses. En novembre 1944, ils s'installèrent à Lausanne.

### Lausanne
Dès 1945, il fut chargé de cours à l'Université de Fribourg ainsi qu'à l'Université de Lausanne. A Fribourg, il est rapidement nommé professeur extraordinaire (1946-1950), puis ordinaire de linguistique comparée (1951-1960) et de langues orientales (1960-1977). A Lausanne, en parallèle, il est nommé professeur extraordinaire (1949-1957), puis ordinaire (1957-1977) de langues et littératures slaves et orientales. Il poursuivit simultanément son activité musicale. Parmi ses étudiants, on peut mentionner Jacques May, dont il fut le directeur de thèse et qui renforça la section des études bouddhiques à l'Université de Lausanne.
En 1978, à Lausanne, Constantin Regamey fut frappé de paralysie partielle. Alité (il le restera jusqu'à sa mort, en 1982) et ne pouvant plus écrire, il réussit toutefois à terminer les Visions, avec l'aide de Jean Balissat auquel il dicta les dernières pages de la cantate et l'orchestration de l'œuvre entière.

## Regard sur l'œuvre musicale
« [...] C'est en autodidacte qu'il vint à la musique et qu'il commença à composer en 1942. Chargé de cours à Varsovie (philologie indienne) de 1935 à 1939, puis professeur de linguistique à Fribourg (1946) et Lausanne (1949), cet humaniste à l'esprit brillant et distingué a admis les disciplines les plus diverses à condition qu'elles correspondent à une véritable nécessité créatrice. À partir de 1963, il s'est dirigé vers une synthèse des musiques tonales, atonales, dodécaphoniques et autres, cela sans exclure la musique indienne, et certaines de ses œuvres sont ainsi alternativement tonales et sérielles. »
Il composa au total une trentaine d'œuvres.
Un catalogue de ses travaux musicaux, écrits, enregistrements vidéo, et une bibliographie donnent une vue d'ensemble de son œuvre.

## Œuvres de C. Regamey

### Compositions musicales
- Fünf Etüden für Frauenstimme und Orchester [Musique imprimée] = Cinq études pour voix de femme et orchestre = Five études for soprano and orchestra. Wiesbaden : Impero, 1959. « Collection Music of the world ». 1 PARTITION DE TRAVAIL (79 p.) ; 22 cm
- Poèmes de Jean Tardieu [Musique imprimée] : pour chœur mixte de solistes... Warwasawa : Polske Wydawnictwo Muzyczne, cop. 1965. 1 PARTITION (55 p.) ; 30 cm
- Autographe [Musique imprimée] : pour orchestre. Warszawa : Przedstawicielstwo Wydawnictw Polskich, 1967. 55 p. PARTITION
- Metamorphosen für Orchester [Enregistrement sonore] / Rudolf Kelterborn. Cinq études pour voix de femme et orchestre / Constantin Regamey. Ornamente : für 2 Flöten, Schlagzeug und Celesta / Edward Staempfli. Lausanne : Communauté de travail pour la diffusion de la musique suisse, 1970. 1 disque sonore : 33 t, stéréo ; 30 cm + 1 feuillet
- 4 x 5 [Musique imprimée] : Koncert na cztery kwintety = Concerto pour quatre quintettes. Kraków : PMW-Édition, cop. 1971. 1 PARTITION (121 p.) ; 39 cm
- Sonatina per flauto e pianoforte [Musique imprimée]. Kraków : PWM Ed., cop. 1979.  (ISBN 8322411979), 1 PARTITION (32 p.) ; 30 cm + 1 partie (11 p.)
- Kwartet smyczkowy [Musique imprimée] = String quartet. Kraków : Polskie Wydawnictwo Muzyczne, cop. 1979.  (ISBN 8322410557), 1 PARTITION DE POCHE (75 p.) ; 21 cm
- Quintette pour clarinette, basson, violon, violoncelle et piano [Enregistrement sonore] ; Sonatine pour flûte et piano ; Études pour voix de femme et piano / Constantin Regamey. Donneloye : VDE-Gallo, P 1984. 1 disque sonore : 33 t, stéréo ; 30 cm
- Alpha [Enregistrement sonore], (1970) ; Autographe (1966) & (1962-1963) ; Cinq poèmes de Jean Tardieu (1962). Lausanne : Grammont, P 1988 ; Portrait ; 1 disque compact : stéréo (ADD) ; 12 cm + 1 livret (23 p.)
- Lila [Enregistrement sonore] : double concerto for violin, cello and orchestra ; Persian songs : for baritone and orchestra ; Quintet for clarinet, bassoon, violin, cello and piano = Lila-koncert podwójny na skrzypce, wiolonczelę i orkiestrę ; Pieśni perskie na baryton i orkiestrę ; Kwintet na klarnet, fagot, skrzypce, wiolonczelę i fortepian. Bern : Swiss Radio International ; [S.l.] : Polskiego Radio, P 1994. 1 disque compact : stéréo (DDD) ; 12 cm
- Hommage à Anne-Marie Gründer [Enregistrement sonore]. [S.l.] : CD's Audio Production, P 1998. 3 disques compacts en 1 coffret : AAD ; 12 cm + 1 livret
- Schweizer Musik für Flöte und Klavier aus der Mitte des 20. Jahrhunderts [Enregistrement sonore]. Zürich : Migros-Genossenschafts-Bund, P 2004. Collection Musiques suisses. 1 disque compact : stéréo (DDD) ; 12 cm

### Études sur le bouddhisme et la musique

#### Musique
- Musikschaffen und Musikleben in Polen. Köln, 1959. Tiré à part de : Osteuropa-Handbuch, Polen, p. 597-606
- Indien / Constantin Regamey. Bern, 1960. Tiré à part de : Études asiatiques, 13, p. 55-8
- Musiques du vingtième siècle : présentation de 80 œuvres pour orchestre de chambre / préf. de Victor Desarzens. Lausanne : Éd. du Cervin, Paris ; Libr. E. Ploix, cop. 1966 (impr. 1965) ; 214 p. : portr.
- Bartok et la Suisse = Bartok und die Schweiz : [exposition itinérante] à l'occasion du 25e anniversaire de la mort de Béla Bartok, 1970 : catalogue / [réd.] par Constantin Regamey [et] Werner Fuchss. [Suivi du catalogue de l'exposition au] Helmhaus, Zurich, 1971. Grandvaux : W. Fuchss ; Lausanne : C. Regamey, 1970-1971 ; 79, 14 p. : ill.

#### Philosophie
- Philosophy in the Samādhirājasūtra : three chapters from the Samādhirājasūtra, Varszawa, 1938. Réimpr. with foreword by Jacques May. Delhi : M. Banarsidass, 1990.  (ISBN 8120807634), 112 p. [lire en ligne (page consultée le 7 mars 2021)]
- The Bhadramāyākāravyākaraṇa / introd., Tibetan text, transl. and notes [by] Konstanty Régamey, Warszawa : Nakładem Towarzystwa Naukowego Warszawskiego, Towarzystwo Naukowe Warszawskie / Komisja Orientalistyczna no 3, 1938 ; réimpr. foreword by Jacques May. Delhi : M. Banarsidass, 1990.  (ISBN 8120807618), 137 p.
- Buddhistische Philosophie, Bern : Francke, coll. « Bibliographische Einführungen in das Studium der Philosophie 20/21 », 1950.
- Le problème du bouddhisme primitif et les derniers travaux de Stanislaw Schayer / Constantin Regamey. Warszawa, 1957. Tiré à part de : Rocznik orientalistyczny. T. 21, 1957, p. 37-58 [lire en ligne (page consultée le 7 mars 2021)]
- The meaning and significance of spirituality in Europe and in India, Honolulu, 1960-1961. Tiré à part de: Philosophy East and West ; vol. 10, nos 3-4, 1960-1961, p. 105-133 [lire en ligne (page consultée le 7 mars 2021)]
- « Der Buddhismus Indiens ». In Der Christ in der Welt. Eine Enzyklopädie, Reihe XVII, « Die nichtchristlichen Religionen », Bd. 6. Aschaffenburg : P. Pattloch, 1964, 103 p.
- Le pseudo-hapax ratikara et la lampe qui rit dans le Sutra des ogresses bouddhique. Bern : Francke, 1965. Tiré à part de : Études asiatiques, 18-19, p. 176-206  [lire en ligne (page consultée le 7 mars 2021)]
- « Un pionnier vaudois des études indiennes : Antoine-Louis de Polier » / par Constantin Regamey. In: Mélanges offerts à Monsieur Georges Bonnard, professeur honoraire de l'Université de Lausanne, à l'occasion de son quatre-vingtième anniversaire. Genève : Droz, 1966, p. 183-209
- « The Question of Primitive Buddhism in the Closing Works of Stanislaw Schayer ». In The Eastern Buddhist, New Series, Vol. 48, No. 1 (2017), p. 23-47.